# Cheilolejeunea laevicalyx
Cheilolejeunea laevicalyx là một loài Rêu trong họ Lejeuneaceae. Loài này được (J.B. Jack & Stephani) Grolle mô tả khoa học đầu tiên năm 1988.